# Bathophilus nigerrimus
Bathophilus nigerrimus är en fiskart som beskrevs av Enrico Hillyer Giglioli 1882. Bathophilus nigerrimus ingår i släktet Bathophilus och familjen Stomiidae. Inga underarter finns listade.

## Bildgalleri

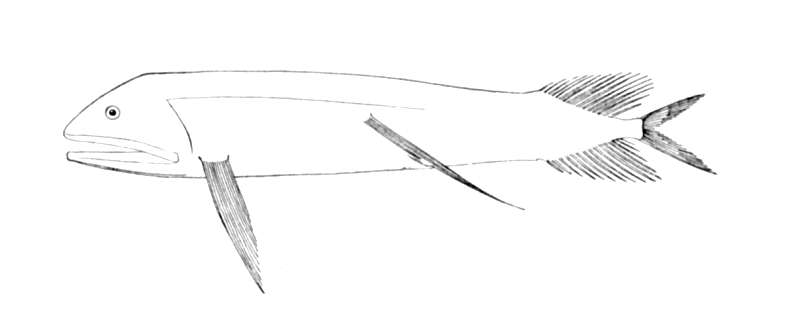